# كولوفون (مدينة)
كولوفون (باليونانية القديمة: Κολοφών) كانت مدينة قديمة في إيونيا. تأسست حول مطلع الألفية الأولى قبل الميلاد، ويرجح أنها من إحدى أقدم المدن الإثني عشر التابعة للرابطة الأيونية. في العصور القديمة كانت تقع بين ليبيدوس (تبعد 120 ستاديون إلى الغرب) وإفسوس (تبعد 70 ستاديون إلى الجنوب). اليوم يمكن العثور على أنقاض المدينة إلى الجنوب من بلدة دغيريمينديري فيف في منطقة مندريس في محافظة إزمير في تركيا. أتي اسم المدينة من كلمة «القمة» باليونانية.

## التاريخ
وفقا لكتابات أبولودوروس وبروكلوس، توفي العراف الأسطوري كالخاس في كولوفون بعد نهاية حرب طروادة، بينما يذكر سترابون أنه توفي في كلاروس القريبة، والتي أصبحت فيما بعد مركز عبادة في إقليم كولوفون. وقال له كاهن أنه سيموت عندما يلتقي بعراف أفضل منه. عاد كالخاس والأبطال الآخرون إلى أوطانهم من طروادة، وقابل عرافا يدعى موبسوس في كولوفون، وتنافس الاثنان في العرافة. لم يتمكن كالخاس من مجاراة مهارات موبسوس في العرافة، كونه ابن أبولو ومانتو، فمات بعدها.
في الحكايات القديمة اليونانية، قام اثنين من أبناء كودروس ملك أثينا بإنشاء مستعمرة هناك. وكانت مسقط رأس الفيلسوف كزينوفانيس والشعراء أنطيماخوس وميمنيرموس.
كانت كولوفون هي أقوى المدن الأيونية واشتهرت بقوة فرسانها وبذخ حياة سكانها، إلى أن احتلها غيغس ملك ليديا في القرن السابع قبل الميلاد. ثم انحدرت كولوفون وارتفع نجم إفسوس المجاورة وكذلك ميليتوس بقوتها البحرية.
بعد وفاة الإسكندر الأكبر، طرد بيرديكاس المستوطنين الأثينيين في ساموس إلى كولوفون، بما في ذلك عائلة إبيقور، الذي انضم إليهم هناك بعد الانتهاء من خدمته العسكرية.
في القرن الثالث قبل الميلاد، تم تدمير المدينة من قبل ليسيماخوس – وهو ضابط مقدوني وأحد ملوك طوائف الإسكندر، والذي أصبح فيما بعد ملك تراقية وآسيا والصغرى (306 قبل الميلاد)، خلال نفس الحقبة كاد يدمر مدينة ليبيدوس الأيونية المجاورة، وأجلى سكانها بالقوة.
كانت مستوطنة نوتيوم هي ميناء المدينة، وتقع قربها قرية كلاروس، مع معبدها الشهير للإله أبولو، حيث تنافست كالخاس مع موبسوس.
لم تتعافى كولوفون بعد غزو ليسيماخوس، على خلاف ليبيدوس، وفقد أهميتها في العصر الروماني. انتقل الاسم إلى موقع قرية ميناء نوتيوم، واختفى الاسم الأخير ما بين الحرب البيلوبونيسية وفترة شيشرون (من أواخر القرن الخامس قبل الميلاد إلى القرن الأول قبل الميلاد).
بالإضافة إلى ذلك، ذكر بعض المؤرخين أن المدينة قد تكون موطن هوميروس أو مسقط رأسه، باعتبارها موقعًا مهمًا على البر الرئيسي. كما أدرجها لوقيان في كتابه «التاريخ الحقيقي» كمكان ميلاد محتمل لهوميروس مع جزيرة خيوس ومدينة سميرنا، رغم أن هوميروس (كما ذكرل لوقيان) زعم أنه من بابل.

## الأسقفية
ذكرت الكتابات المسيحية الأولى أن أول أسقف على كولوفون كان سوسثينيس (الأعمال 18:17 والكورنثيين 1:1) أو تيخيكوس (تيطس 3:12)، لكن الأسقفين الوحيدين اللذان تم توثيقهما تاريخيا هما يولاليوس (أو يوثاليوس) الذي كان حاضرا في مجمع أفسس عام 431 م، وألكساندر الذي تم تمثيله في مجمع خلقيدونية عام 451 م ولم يحضر شخصيا. 
ظلت كولوفون مدرجة في سجلات الأساقفة الكاثوليكية حتى القرن الثاني عشر أو الثالث عشر كامتداد لإفسوس، عاصمة مقاطعة آسيا الرومانية. 
لم تعد مدرجة في قائمة الأسقفيات الكاثوليكية، وهي اليوم مدرجة من قبل الكنيسة الكاثوليكية كمجلس اسمي.